# 小坂善太郎
小坂善太郎（日语：小坂善太郎，1912年1月23日—2000年11月26日），日本自由民主党政治家，曾担任外务大臣。

## 生平
1912年出生于长野县。1939年任职信越化学工业。
1946年当选众议员。1948年任大藏省政务次官。1950年任众议院预算委员会委员长。1953年任劳动大臣。1954年任国家公安委员会委员长。1960年任外务大臣。1964年任自民党外交调查会副会长、中国问题委员会委员长。1971年任自民党政调会长。1972年任自民党日中邦交正常化协议会长。1976年任外务大臣。1972年访华。1980年任自民党外交调查会会长。
1990年退出政界。2000年去世。